# Leo Svensson Sander
Leo Johanni Svensson Sander, född 30 april 1975 i Maglehems församling, Kristianstads län, är en svensk cellist, sågspelare och folkmusiker, känd som medlem i gruppen The Tiny. Svensson Sander är en ursprunglig medlem i scenkonstkollektvet Utopidepartementet.